# Макаров Костянтин Леонідович
Костянтин Леонідович Макаров (рос. Константин Леонидович Макаров; 17 вересня 1985, м. Уфа, СРСР) — російський хокеїст, правий нападник. Виступає за «Автомобіліст» (Єкатеринбург) у Континентальній хокейній лізі. Майстер спорту.
Вихованець хокейних шкіл «Салават Юлаєв» (Уфа), тренер — Н. Биков і «Металург» (Магнітогорськ), тренер — С. Вітьман. Виступав за «Металург» (Магнітогорськ), «Салават Юлаєв» (Уфа), «Нафтохімік» (Нижньокамськ), «Локомотив» (Ярославль), «Амур» (Хабаровськ), «Югра» (Ханти-Мансійськ), «Сариарка» (Караганда), «Сибір» (Новосибірськ).
У складі юніорської збірної Росії учасник чемпіонату світу 2003.
Освіта — вища. Закінчив Уральську державну академію фізичної культури і спорту.
Дружина — Олена. Донька — Єва (2009 р.н.).
Досягнення
- Бронзовий призер юніорського чемпіонату світу (2003).